# 星の牧場 (宝塚歌劇)
『星の牧場』（ほしのまきば）は宝塚歌劇団のミュージカル作品。星組公演。
原作は庄野英二の『星の牧場』。脚本・演出は高木史朗。併演作は『オー!ビューティフル』。

## 宝塚大劇場公演
※参考文献は宝塚60年史別冊（ストーリーを除く）。
形式名は「ミュージカル・ファンタジー」。12場。
公演期間は1971年1月30日から2月25日。新人公演は2月13日。

### ストーリー
※宝塚100年史の舞台編を参考にした。
牛飼いの青年のイシザワ・モミイチは、戦争の影響で、幻覚・幻聴に悩んでいた。部隊の世話をした馬「ツキスミ」のことも忘れられない。ある日、モミイチは、出かけた山で不思議なジプシーたちに出会い、自然と人間のふれあいに感銘を受けるのだが・・・。

### スタッフ
- 作曲：中元清純
- 合唱指導・音楽指導：十時一夫
- 振付：喜多弘
- 装置：黒田利邦
- 衣装：任田幾英
- 照明：今井直次
- 小道具：上田特市
- 効果：川ノ上智洋
- 音楽監督：松永浩志
- 映画：宝塚映画製作所
- 特別音響：宝塚映画音響部
- 演出補：岡田敬二
- 制作：野田浜之助

### 主な出演者

#### 本公演（配役も含む）
- モミイチ：鳳蘭
- 牧場主、ティンパニー：美吉左久子
- 娘マキ：衣通月子
- 息子一郎、クラリネット：安奈淳
- 鹿沢老人、コントラバス：水代玉藻
- チェロ：深山しのぶ
- おかいこのバイオリン：大原ますみ
- ヴィオラ：如月美和子
- 第二バイオリン：若山かずみ
- チューバ：八州千浪
- トランペット：但馬久美
- 鹿沢サヨ：砂夜なつみ
- フルート：松あきら

#### 新人公演
- 安奈淳
- 衣通月子
- 但馬久美
- 碧美沙
- 松あきら

## 東京宝塚劇場公演
※参考文献は宝塚90年史。
公演期間は1971年4月3日から4月27日。